# Prosoplus albosticticus
Prosoplus albosticticus là một loài bọ cánh cứng trong họ Cerambycidae.